# سكين مطبخ

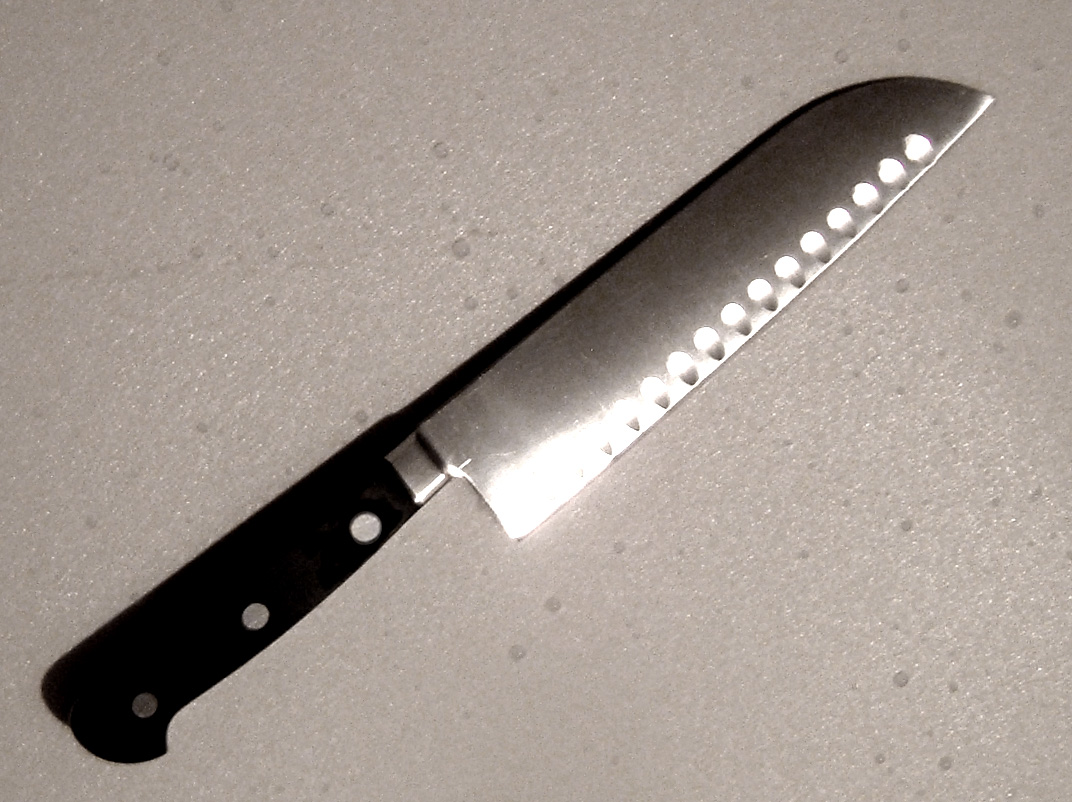
سكين Santoku مُتعددة الاستخدامات لتقطيع اللحوم والاسماك والخضراوات، وعادةً تكون بمحدبة بجيوب.

سكين المطبخ هي أي نوع من أنواع السكاكين التي تستخدم في عملية تحضير الطعام. لكل سكين دور في المطبخ وهناك أنواع عدة أنواع من السكاكين لكل منها وظيفته الخاصة وأنواع أخرى لها استخدامات عامة. فمثلا هناك سكين صغيرة صغيرة هدفها عمل أشكال ورسومات على الطعام وأخرى لتسحيب اللحوم والدجاج وثالثة خاصة بتقطيع ورابعة مختصة بفرم البقدونس. 

## المواد
السكاكين تكون مصنوعة من مواد عدة منها الجيدة ومنها الأجود وبعضها الآخر قليل أو معدوم الجودة. التالي المواد التي تصنع منها السكاكين.*  الصلب الكربوني  أو  الصلب الكربوني العادي  هو سبيكة من الصلب العنصر السبائكي الأساسي بها هو الكربون. يُعرّف المعهد الأمريكي للحديد والصلب (AISI) الصلب الكربوني على النحو التالي: "يعتبر الصلب صلباً كربونياً، عندما لا يكون مطلوباً حداً أدنى مضافاً إلى وزن سبيكة الصلب من أحد عناصر الكروم أو الكوبالت أو النيوبيوم أو الموليبدينوم أو النيكل أو التيتانيوم أو التنغستن أو الفاناديوم أو الزركونيوم أو أي عنصر آخر للحصول على خاصية مطلوبة في تلك السبيكة، وألا تتجاوز نسبة النحاس 0.40 %، أو أيضاً لا يتجاوز محتوى المنجنيز 1.65 % والسيليكون 0.60 %."
- الفولاذ المقاوم للصدأ أو الصلب المقاوم للصدأ هو سبيكة معدنية تحتوي على خليط من العناصر. فنسبة الحديد فيها لا تقل عن 50%، ونسبة الكروم لا تتجاوز 30%، ونسبة الكربون حد أدنى 11.5 %، بالإضافة إلى بعض العناصر التي تمثل حوالي 8.5% مثل النيكل والمولبيدنيوم لتحسين خواصه. وتكتسب مقاومتها للصدأ والتآكل بسبب تكوين طبقة رقيقة متماسكة وغير مرئية من أكسيد الكروم تلتصق بسطح المعدن وتقيه من التآكل، وتكون هذه الطبقة واقية بدرجة كافية كلما كانت نسبة الكروم في الفولاذ عالية.
- التصفيح (بالإنجليزية: Lamination)، عملية ربط قطعتين أو أكثر من الخشب أو المواد الأخرى بشكل دائم بالغراء والضغط، وأحياناً بالحرارة وتسمى أيضًا تشكيل الرقائق. تجعل هذه العملية حواف السكينة أقوى ولا تتاكل بسهولة.
- تيتانيوم هو عنصر كيميائي في الجدول الدوري ورمزه Ti ورقمه الذري 22. فلز انتقالي خفيف الوزن، قوي، ذو لمعان ومقاوم للصدأ (بما فيه ماء البحر والكلور)، ولونه معدني أبيض فضي. يعتبر هذا المعدن قوي لكنه ليس الأقوى ويتميز أنه أكثر مرونة من الفولاذ المقاوم للصدأ.
- البلاستيك يستخدم في صناعة بعض أنواع السكاكين المستخدمة في قطع الأشياء المرنة الغير قاسية مثل الخضروات بهدف عدم التاثير على لونها إذا قطعت بسكين مصنوعة من المعدن. لكن هذه السكاكين لها قدرة محدودة جدا على القطع بحيث تعتبر غير حادة بتاتا.
- سكين السيراميك هو سكين مصنوعة من سيراميك قوي جداً وقاسي، غالباً ما يكون من أكسيد الزركونيوم الرباعي (ZrO2 والمعروف أيضاً باسم الزركونيا)، وتعتبر هذه السكاكين أشد صلابة من الفولاذ بمرتين ومن النادر أن تحتاج إلى الشحذ حتى بعد فترة الاستخدام الطويلة لها.